# Ивочкина, Елена Клиониковна
Елена Клеониковна Ивочкина (род. 3 февраля 1953) — советская и российская актриса театра и кино, заслуженная артистка России (1993).

## Биография
Елена Ивочкина родилась 3 февраля 1953 года в Ленинграде.
В 1977 году окончила Театральное училище имени Б. В. Щукина (художественный руководитель курса  А. И. Борисов).  По окончании училища была принята в труппу Театра имени Вахтангова, где служит и в настоящее время.
В кинематографе дебютировала в 1978 году в фильме режиссёра Витаутаса Жалакявичюса «Кентавры».
Муж - Воронцов Михаил Иванович (18.10.1934 - 25.03.2017), актер театра и кино, заслуженный артист РСФСР. 
Сын - Воронцов Федор  (род. 14 сентября 1985), актер театра им. Вахтангова.

## Награды
- Медаль ордена «За заслуги перед Отечеством» II степени (10 сентября 2021 года) — за большой вклад в развитие отечественной культуры и искусства, многолетнюю плодотворную деятельность[1].
- Заслуженная артистка России (1993).

## Работы в театре
- 1976 — «Лето в Ноане»; режиссёр  Август Ковальчик —  Огюстина родственница и воспитанница Жорж Санж
- 1982 — «Мистерия-Буфф»; режиссёр Евгений Симонов — Батрачка
- «Принцесса Турандот» режиссёр Рубен Симонов — Адельма
- 1984 — «И дольше века длится день»; режиссёр  А.М. Мамбетов — Айзада
- 1989 — «Дело»; режиссёр Пётр Фоменко — Лидочка
- 1990 — «Дама без камелий»; режиссёр Роман Виктюк —  Мона
- 1991 — «Государь ты наш, батюшка; режиссёр Пётр Фоменко — Марья Алексеевна, царевна
- 1994 — «Я тебя больше не знаю, милый» — Роза
- «Варвары» — Анна Федоровна
- 1983 — «Будьте здоровы» режиссёр  Владимир Шлезингер  — Вивиан Буасьер
- 1997 — «За двумя зайцами...»; режиссёр Александр Горбань  — Устя, кумушка
- 2000 — «Дядюшкин сон»; режиссёр Владимир Иванов — Настасья Петровна Зяблова
- 2003 — «Фредерик, или Бульвар Преступлений»; режиссёр  Николай Пинигин  — Мадемуазель Жорж
- 2013 — «Женитьба»; режиссёр Сергей Кутасов — Фекла Ивановна
- 2011 — «Пристань»; режиссёр Римас Туминас — странница
- 2016 — «Мнимый больной»; режиссёр Сильвиу Пуркарете — Господин Пургон
- 2017 — «Вечер шутов»; режиссёр Екатерина Симонова — артистка цирка
- 2017 — «Стефан Цвейг. Новеллы» — Жена коллекционера («Незримая коллекция»)
- 2018 — «Юбилей»; режиссёр Илья Шиловский  — Юля
- 2019 — «Баба Шанель»; режиссёр Николай Коляда — Капитолина Петровна
- 2021 — «Театр»; режиссёр Ольга Субботина — Эви, служанка
- 2021 — «Война и мир»; режиссёр Римас Туминас — Марья Игнатьевна Перонская

## Фильмография
- 1978 — «Кентавры»; режиссёр Витаутас Жалакявичюс — Анна-Мария
- 1978 — «Кузнечик»; режиссёр Борис Григорьев — Рита
- 1978 — «Лето в Ноане»; режиссёр Аугуст Ковальчик — Огюстина
- 1979 — «Эмиссар заграничного центра»; режиссёр Василе Брескану — Нина Сергеевна Лохвицкая
- 1979 — «Осенняя история»; режиссёр Инесса Селезнева — Маргарита Константиновна Садовская
- 1979 — «Особо опасные…»; режиссёр Суламбек Мамилов — Клембовская Виктория
- 1980 — «Братья Рико»; режиссёр Геннадий Иванов — Моника
- 1981 — «Про Ивана-Не-Великана» — душа Ивы
- 1981 — «Танкодром»; режиссёр Владимир Довгань — Юлия Константиновна Кулешова, жена Игоря
- 1982 — «Мистерия-Буфф» — батрачка
- 1982 — «Солнечный ветер» — Дарья Яковлевна, медсестра, жена Званцева
- 1983 — «Потоп»; режиссёр Евгений Симонов — Лиззи
- 1983 — «Сирано де Бержерак»; режиссёр Сергей Евлахишвили — Дуэнья Роксаны
- 1983 — "Тайна «Чёрных дроздов»; режиссёр Вадим Дербенев — Элейн Фортескью
- 1984 — «Предел возможного»; режиссёр Павел Коган — Людмила Владимировна
- 1985 — «Странная история доктора Джекила и мистера Хайда»; режиссёр Александр Орлов — эпизод
- 1986 — «Последняя дорога»; режиссёр Леонид Менакер — Екатерина Гончарова
- 1992 — «Машенька»; режиссёр Тамара Павлюченко — эпизод
- 1994 — «Мартовские иды»; режиссёр Аркадий Кац — Клодия
- 2001 — «За двумя зайцами»; режиссёр Александр Горбань — Устя, кумушка
- 2002 — «Уличённая ласточка»; режиссёр Анна Шишко
- 2005 — «Теневой партнёр» / Silent Partner (США/Россия) — мама Дины